# Martin Sahlén
Martin Sahlén, född 26 februari 1979 i Umeå, är en svensk forskare i kosmologi och astrofysik vid Uppsala universitet.

## Biografi
Sahlén har en civilingenjörsexamen från Kungliga Tekniska Högskolan (2003), en master-examen i teoretisk fysik från University of Cambridge (2004), är filosofie licentiat i teoretisk fysik vid Stockholms universitet (2006), och disputerade i astronomi år 2009 vid University of Sussex. Därefter har han varit postdoktoral forskare inom matematisk biologi på Wellcome Sanger Institute, inom kosmologi på Stockholms universitet, samt inom kosmologi och filosofi på University of Oxford. Sedan 2016 är han verksam vid Uppsala universitet, och blev 2019 docent i astronomi. 
Sahléns forskning fokuserar på universums storskaliga struktur, och dess kopplingar till astrofysik och fundamental fysik. Särskilt undersöker han universums första generationer galaxer, och galaxfördelningar i det sentida universum. Han har varit gästforskare vid Syracuse University, stipendiat inom Fulbrightprogrammet vid Johns Hopkins University, samt Fellow vid Swedish Collegium for Advanced Study.
Därutöver är Sahlén engagerad i frågor som rör relationerna mellan naturvetenskap, filosofi, teologi och världsbilder. Han är affilierad forskare vid Teologiska fakulteten, Uppsala universitet samt en av initiativtagarna till det akademiska nätverket Nordic Network on Science, Theology and Worldviews. 